# Esquirol llistat de Boehm
L'esquirol llistat de Boehm (Paraxerus boehmi), és una espècie de rosegador de la família dels esciúrids. Viu a Burundi, la República Democràtica del Congo, Kenya, Ruanda, el Sudan del Sud, Tanzània, Uganda i Zàmbia. Es tracta d'un animal diürn i arborícola. El seu hàbitat natural són el sotabosc i les capes més baixes dels boscos humits tropicals. És una espècie en risc mínim, és a dir, no sembla que hi hagi cap amenaça significativa per a la seva supervivència.
Aquest tàxon fou anomenat en honor del viatger i zoòleg alemany Richard Böhm.